# Nyelvemlékek Erdélyben
Nyelvemlékek – a magyar nyelvtörténet legfontosabb forrásai. Ezek között találjuk a szórványemlékeket, az idegen szövegekben, oklevelekben előforduló magyar szavakat, szókapcsolatokat és tulajdonneveket, melyeket a múlt megörökítésével és a jogi élettel kapcsolatos írásbeliség őrzött meg. Külön kategóriába soroljuk az egyházi életnek köszönhető szövegemlékeket, a kódexirodalom termékeit, valamint a 14. század végéről és a 15. század első feléből való legrégibb latin-magyar szójegyzéket. Ide tartoznak még a legkorábbi nyomtatványok, valamint a 16. században már magyarul folyó jogszolgáltatás írásbelisége. Mindezekből azokat emeljük ki, melyek bármely vonatkozásban valamiképpen az erdélyi és partiumi területekhez kötődnek.

## Váradi Regestrum
Az 1208 és 1235 között keletkezett, jogi ügyleteket és tüzesvaspróbák eseteit tartalmazó Váradi Regestrum művelődéstörténeti értékein túl a névtudomány becses forrása. Több mint 30 vármegye és várispánság, 600 település és 2500 ügyfél, nádor, országbíró, comes, poroszló nevét találjuk benne. A latin szövegben sűrűn előforduló személy- és helynévanyag a 13. század eleji névrendszer elemzését, a kor névadási szokásainak leírását teszi lehetővé.

## Gyulafehérvári sorok
Az Árpád-korból fennmaradt szövegemlékek – a Halotti beszéd, a Königsbergi töredék és szalagjai, az Ómagyar Mária-siralom és a Gyulafehérvári sorok – nyelvi-nyelvészeti szempontból kivételes jelentőségűek. A 13. század harmadik negyedében keletkezett gyulafehérvári nyelvemlék "Sermo sacri" címmel lajstromozott befogadó kódexe szinte teljes egészében prédikációs gyűjtemény, prédikáció foglalata a magyar vendégszöveg is, ezért e nyelvemléket Horváth János bizonyos mértékben határterületnek tekinti a szóbeliség és az írásbeliség között. Íme egy részlete (mai helyesírásban és értelmezésben): "Háborúságban valóknak kegyessége. Élőknek öröksége. Kórságban valóknak egészsége. Szükségben valóknak bősége. Éhezőknek elégsége..." Lehet, hogy ebben a sűrítő formában nem mondták föl, bár formája akkor is jellegzetesen az élőbeszéd járuléka, de az is elképzelhető (ritmikája, rímszerű összecsengése is erre vall), hogy refrénszerű feleleteket takar, amelyeket kérdésekre válaszként mondott maga a beszélő, vagy mondtak a hallgatók.

## Marosvásárhelyi sorok
A marosvásárhelyi sorok és marosvásárhelyi glosszák a Vulgata latin szövegét tartalmazó, a 15. századból való Koncz-kódexben találhatók. A kódex egyik lapján egysoros, másik lapján hatsoros szöveg maradt fenn. Ez utóbbi rész mai helyesírásban és értelmezésben: "Ha medve elvivend valaminemő kölyköt, és ha midőn te atyád, Dávid király csak egyet megölend, valaki azt hallandja, az nagy üvöltést teszen, hogy te néped veretik, s mind temellőled elfutnak és minden erősnek olyan leszen jonha, mint pávának" (jonha=szíve, lelke). Az eredeti szöveg eddig még nem ismert szavakat és jóval korábbi kancelláriai helyesírást őrzött meg.

## Besztercei szójegyzék
A hajdani Beszterce-Naszód vármegye levéltárában 1891-ben fedezték fel a később Besztercei szójegyzék néven emlegetett nyelvemléket. Keletkezése az 1395 körüli évekre tehető. A folyamatosan írott latin szavak fölé van bejegyezve apróbb betűkkel az 1316 magyar megfelelő. A szójegyzék nem betűrendes, a latin-magyar szavak benne didaktikai szempontból, fogalomkörök szerint vannak csoportosítva. A 21. fogalmi csoport között ilyeneket találunk: vitézek, harcosok, fegyverek nevei, földek, hegyek, völgyek nevei, halak, füvek, ruhák és díszek, gyümölcsök, fák nevei, barmok, vadállatok, férgek nevei. A szójegyzék a középkori magyar szókincs, szóképzés és szavaink jelentéstörténete szempontjából rendkívül becses emlék. Számos, azóta kihalt szavunkat őrizte meg.

## Erdélyi kódexek
A 15. és 16. századból fennmaradt erdélyi kódexek – az Apor-kódex, a teljes egészében magyar nyelvű Székelyudvarhelyi kódex, Teleki-kódex, Batthyány-kódex említésén túl szólunk a 16. századi magyar orvosi könyvről, Lencsés György Ars medica c. munkájáról, amelyet szerzője a 16. század közepén saját jegyzeteiből állított össze és másolt le. A 691 lapot tartalmazó munka a címlap szerint "Olly könyv, melljben minden féle nyavallyák ellen ... ORVOSSÁGOK találtatnak". Az orvostudomány és a gyógyszerészet történetének, az orvosi szaknyelv kialakulásának nélkülözhetetlen forrása. Adatokat szolgáltat a növényismerethez, betekintést nyújt a kor hiedelemvilágába. Nemcsak nyelvtörténeti, hanem nyelvjárástörténeti szempontból is figyelmet érdemel. (1943-ban jelent meg Kolozsváron, Varjas Béla gondozásában.)

## Nyelvemlékek Heltai nyomdájából
Jelentős korai nyelvemlékeket szolgáltatnak Heltai Gáspár 1550-től működő nyomdájának termékei. Ilyenek Tinódi históriás énekgyűjteménye (1555), Heltai krónikája (1575), Méliusz Juhász Péter Herbáriuma (1578). Még előbbről olyan más nyomdákból, de erdélyi, illetőleg partiumi magyar szerzőktől származó nyomtatványokra hivatkozhatunk, mint amilyen Sylvester János gyermeki beszélgetéseket tartalmazó munkája (Krakkó, 1527) és Újtestamentuma (Újsziget, 1541) vagy Bencédi Székely István kalendáriuma (1538). Az erdélyi nyelvjárások és az erdélyi regionális köznyelv történeti vizsgálatához különlegesen értékes forrást jelentenek a 16. századi helyi írásbeliség magyar nyelvű darabjai. E vizsgálódás módszerét kiválóan példázza Papp László és Szabó T. Attila egy-egy tanulmánya: Egy Hídalmáson kelt tanúvallatás tanulságai (NyIrK 1963/1), illetve Egy mezőségi nyelvjárási emlék 1552-ből (Magyar Nyelv, 1966/4). A pontosan erdélyi helységekhez köthető nyelvemlékek sora egy 1491-ből származó gyalázkodással kezdődik (kiadta Szabó T. Attila, Magyar Nyelv, 1964/4), ezt követi Rődi Cseh István 1507-ből való végrendelete (kiadta Jakó Zsigmond, NyIrK, 1962/1). Az erdélyi városok, megyék, székek irattermése a továbbiakban rendkívüli módon megszaporodik. Az EME Levéltára, majd a kolozsvári Állami Levéltár anyagából Szabó T. Attila számos ilyen irományt tett közzé betűhív kiadásban. Ilyenek: Bánffy Gáspár záloglevele 1540-ből (Magyar Nyelv, 1939/1); Tanúskodás 1541-ből és A mohai tóról szóló cserelevél 1547-ből (Magyar Nyelv, 1940/1), valamint a Két kalotaszegi osztozó levél a 16. századból (Magyar Nyelv, 1967/3). Ezek a nyelvi dokumentumok szolgáltatják később az Erdélyi magyar szótörténeti tár szócikkeinek legkorábbi adatait.